# Чистильщик (фильм, 1998)
«Чистильщик» (англ. Sweepers) — приключенческий фильм-боевик американского режиссёра Киони Ваксмана, снятый им под псевдонимом Дарби Блэк в 1998 году. Сценарий был написан Ваксманом в соавторстве с Кевином Бернхардтом. В главной роли американского сапёра снимался Дольф Лундгрен.

## Сюжет
Кристиан Эриксон — представитель «Гуманитарного Рыцарского Ордена» (англ. Humanitarian Order of Chivalry) в Анголе. Вместе с командой профессиональных сапёров он разминирует бомбы и неразорвавшиеся снаряды в окрестностях местной деревни, когда во время атаки повстанцев его 11-летний сын наступает на мину и гибнет. Он объединяется с экспертом по минам Мишель Флинн чтобы найти убийц своего сына.

## В ролях
| Актёр          | Роль                |
| -------------- | ------------------- |
| Дольф Лундгрен | Кристиан Эриксон    |
| Клэр Стэнсфилд | Мишель Флинн        |
| Брюс Пэйн      | доктор Сесил Хоппер |
| Ник Борэйн     | Митч                |

## Производство
Оригинальный сценарий, впоследствии переписанный режиссёром, изначально назывался «The Halo Trust». Это название американо-британской организации, занимающейся обезвреживанием наземных мин и неразорвавшихся боеприпасов.
Съёмки проходили в ЮАР (в городе Йоханнесбург), а также в Анголе. На ролях второго плана были заняты южноафриканские актёры.